# Renault Colorale
La Renault Colorale est un break assez volumineux produit par Renault de 1950 à 1957.

## Historique
Désireux de compléter leur gamme, les responsables de la toute jeune Régie Nationale des Usines Renault décident de proposer une voiture fonctionnelle, robuste mais rustique et susceptible de répondre aux vrais besoins des utilisateurs, qu'ils habitent en ville, à la campagne ou outre-mer. Destinée à une clientèle coloniale et rurale, la nouvelle Renault trouve facilement son appellation, ce fut « Colorale », contraction des mots Coloniale et rurale.
La Renault Colorale utilisait une version modifiée du châssis du fourgon Renault 1 000 kg, tandis que la carrosserie était entièrement nouvelle et que les designers de Renault se sont inspirés des breaks américains lors du développement du style, comme le Chevrolet Suburban.
Sa carrosserie est emboutie et assemblée chez Chausson, à Gennevilliers, et le montage final est effectué à Billancourt. Création éminemment rationnelle, la Colorale possède, avec sa carrosserie vaste et solide, son grand volume intérieur, sa traction intégrale sur certaines versions, les caractéristiques qui font, quelques dizaines d'années plus tard, le succès des SUV.
Cependant, la clientèle des années 1950 attend autre chose d'une automobile de ce prix : une carrosserie plus valorisante, plus élégante dotée de chromes et surtout d'une motorisation puissante. Même si ses volumes sont harmonieux et si elle ressemble beaucoup, de face, à la 4CV, la Colorale reste un utilitaire. Elle reprend le moteur 85 à soupapes latérales de la Renault Primaquatre d'avant-guerre. Cette mécanique est fiable mais manque cruellement de puissance pour emmener la Colorale à une allure confortable. Renault tentera de relancer les ventes en équipant la gamme du moteur Étendard issu de la Frégate. Peine perdue, la Colorale ne connaîtra jamais le succès, trop utilitaire pour la clientèle citadine et fortement concurrencée à la campagne par les véhicules américains, Jeep, Dodge et General Motors laissés en France par l'armée US et disponibles à bas prix en nombre sur le marché de l'occasion.
Malgré ces évolutions, les ventes de la Colorale ne décollent pas et Renault continue de perdre de l’argent sur chaque modèle vendu. En 1954, Pierre Lefaucheux annonce la fin programmée de la Colorale, mais Renault doit conserver la voiture pour honorer son contrat avec le carrossier Chausson qui prend fin prématurément en février 1956 après 38 150 unités produites. Il faut bien plus d'un an à la Régie Renault pour écouler les stocks.
La Colorale, après ce cuisant échec, est remplacée par le break Frégate Domaine.
Les essieux de la Colorale avaient un écartement qui permettait de remplacer les roues par des roues ferroviaires. La Colorale pouvait ainsi circuler sur des voies ferrées, notamment sur des lignes secondaires ou sur des voies ferrées dans les colonies d'Afrique ou d'Asie.

## Motorisation
Sous son capot, on retrouve le vieux 4 cylindres « 85 », à soupapes latérales, apparu sur la Primaquatre, modèle 1936, certes éprouvé et très solide, mais qui manque singulièrement de puissance. D'une cylindrée de 2 383 cm3, il ne développe que 46 ch et est affreusement glouton. Avec cette mécanique et son poids de 1 640 kg, la Colorale atteint péniblement les 100 km/h.
En 1953, elle bénéficie du nouveau moteur destiné à la Frégate. Plus moderne, puisque culbuté, c'est aussi un 4 cylindres de 1 996 cm3 qui développe 58 ch, mais cette augmentation de puissance s'accompagne d'une diminution du couple et les performances ne s'améliorent guère. Le bilan n'est donc pas très flatteur.
La Colorale a tenté les fabricants de modèles réduits : la CIJ en a produit plusieurs versions au 1/43e dans les années 1950.

## Seconde carrière
Robuste et dotée de la traction 4X4 sur certains modèles la Colorale a souvent été reconvertie artisanalement en dépanneuse :
Découpage de la partie arrière de la carrosserie, installation d'un plateau type pick up sur le châssis et d'une grue artisanale (souvent à base de vieux rails de chemin de fer et d'un palan type Verlinde) étaient les recettes des garagistes Renault pour réaliser à peu de frais une dépanneuse efficace, certaines dépanneuses conservaient intacte la partie arrière et la grue se trouvait à l’intérieur. Cette seconde vie de la Colorale ainsi que sa faible diffusion initiale expliquent que fort peu de colorales en état d'origine soient parvenues jusqu'à nos jours comme véhicules de collection.

## Modèles
La Colorale est proposée en sept modèles :
- un break quatre portes (à portes arrière antagonistes), dénommée « Prairie ». Ce nom sera en fait souvent utilisé pour désigner n'importe quel modèle de la Colorale[4] ;
- une version deux portes rustique appelée « Savane » ;
- un break « Taxi » à 4 portes, avec 6 places à l'arrière réparties entre une banquette et des strapontins ;
- une fourgonnette ;
- un pick-up ;
- un plateau-ridelles ;
- un châssis-cabine.

Tous ces véhicules peuvent être livrés en version tout-terrain, à quatre roues motrices.

## Galerie

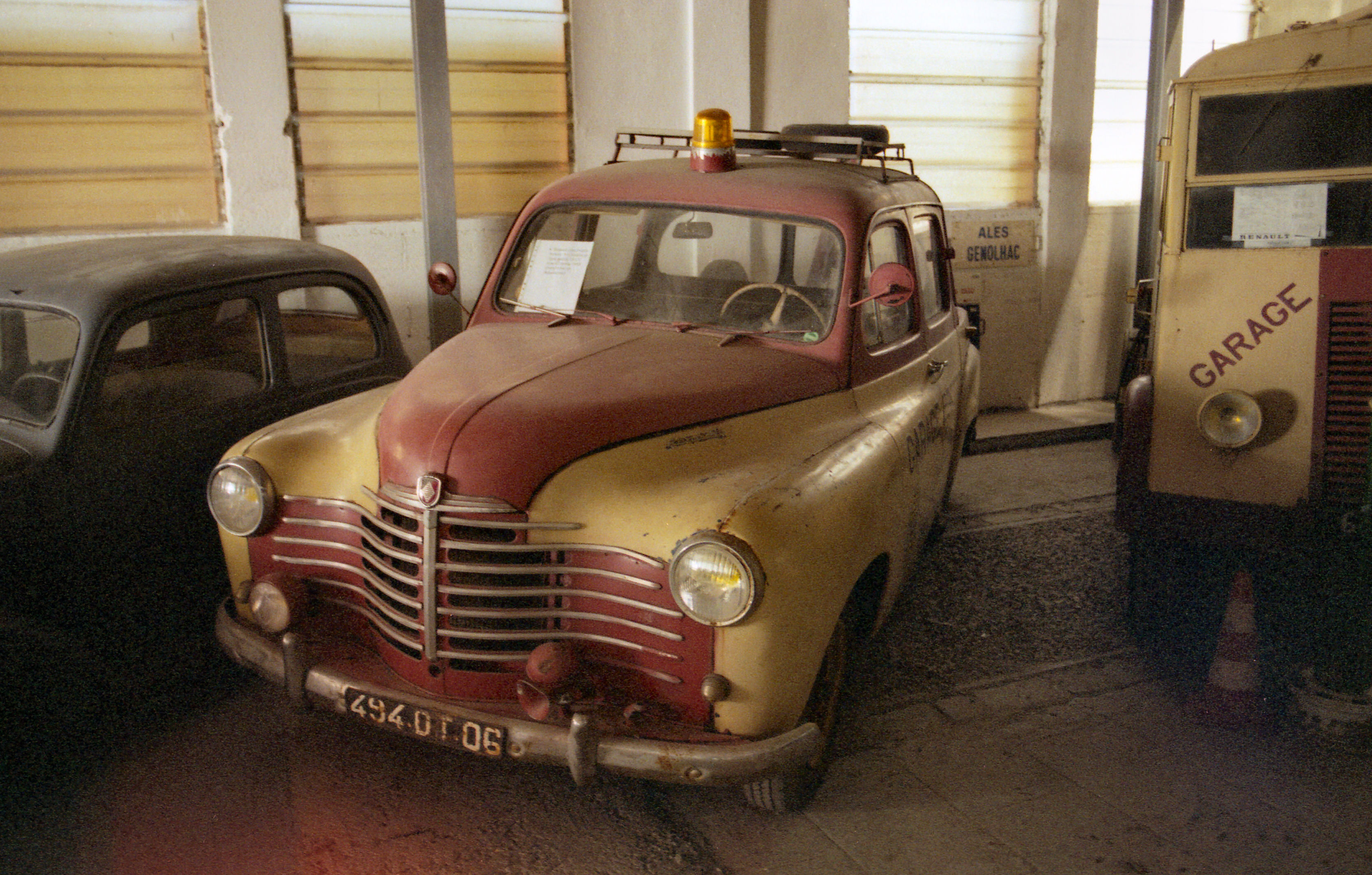
Colorale dépanneuse.
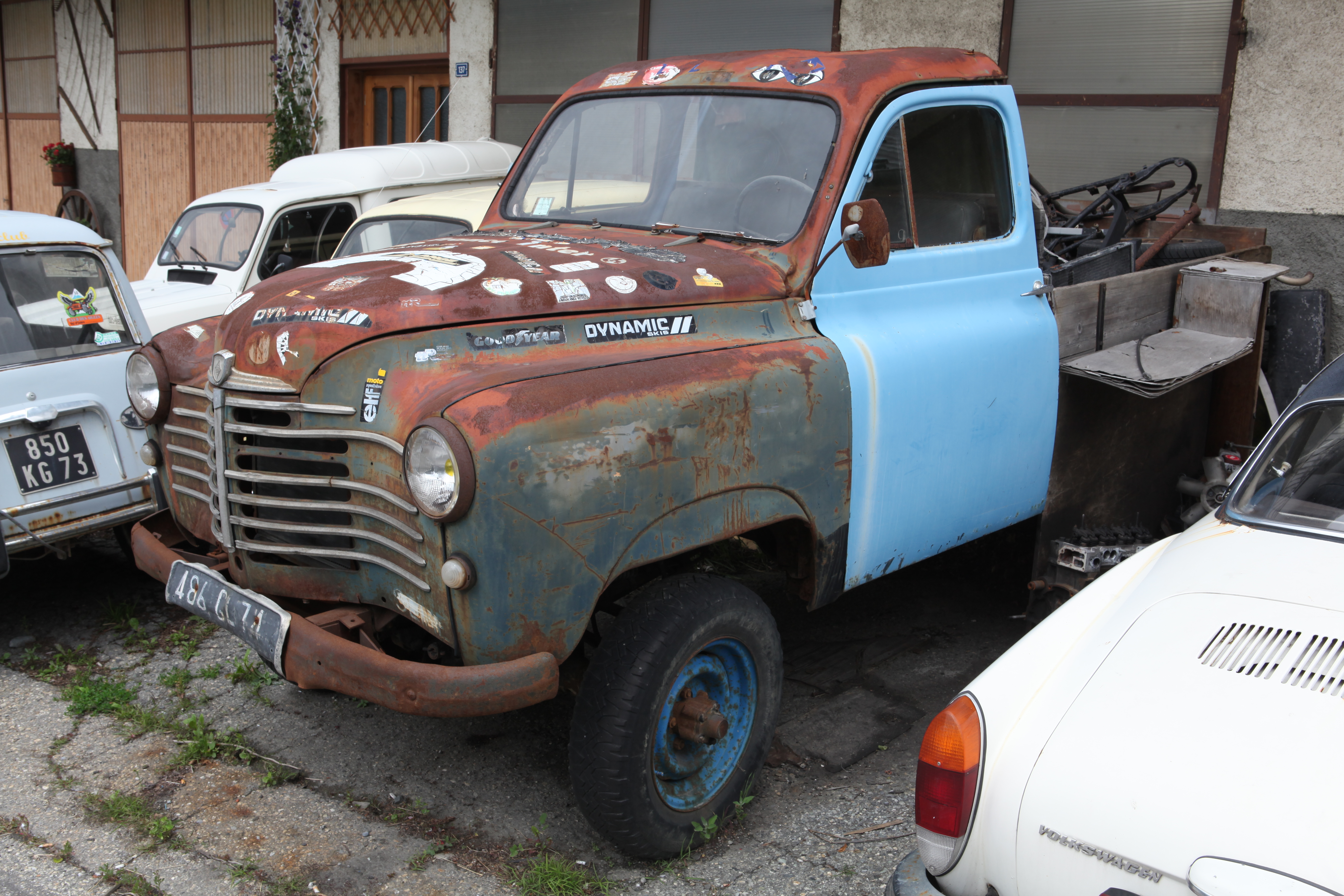
Un « plateau-ridelles ».